# Casa Bonet (Castell d'Aro, Platja d'Aro i s'Agaró)
La Casa Bonet és un edifici noucentista a s'Agaró, al municipi de Castell d'Aro, Platja d'Aro i s'Agaró (Baix Empordà) protegida com a Bé Cultural d'Interès Local.

## Descripció
Edifici civil. És una construcció completament asimètrica creada a partir d'un conjunt d'entrades, sortides de volums, negatius que ajudats pel joc dels colors: blau de les parets, roig de les teulades, marró de la pedra, forma un tot seré i elegant. Masó utilitza tant les arcades amb arc de mig punt coronades amb balconades, com terrasses, balcons, finestres dobles o senzilles, petites i horitzontals, emmarcades en pedra polida i molts desnivells acabats en terrasses o teulades de teules vermelles. Seguint un ordre meticulós Masó col·loca cada element arquitectònic en el lloc més adient, sense trencat amb l'harmonia del paisatge marítim.

## Història
Aquesta urbanització fou iniciada el 1924 per l'industrial Josep Ensesa i Gubert en col·laboració amb l'arquitecte Rafael Masó i Valentí. Rebé el nom d'un rierol proper (Segueró o Sagaró). La primera casa fou "Senya Blanca" del Sr. Ensesa al mateix 1924, però la veritable gran empremta constructiva no es produí fins al 1928 amb obres com la casa de Masó 1928, la casa Cibils 1929, l'Hostal de la Gauría, 1929-34... A la mort de Masó es feu càrrec de la urbanització Francesc Folguera i Grassi el qual hi va fer nombroses obres: camí de ronda, els banys, la disposició definitiva de l'Hostal, Casa Ensesa (fill)...Mort el 1960 fou Adolf Florensa qui el substituí. A S'Agaró es crea un urbanisme de l'alta burgesia de caràcter marcadament autòcton, d'arrel noucentista.